# KJ Simpson
Kenneth Simpson jr., detto KJ (Los Angeles, 8 agosto 2002), è un cestista statunitense, professionista nella NBA con gli Charlotte Hornets.

## Carriera
Dopo aver trascorso la carriera collegiale giocando per tre anni per i Colorado Buffaloes, viene scelto con la 42ª scelta assoluta al draft NBA 2024 dagli Charlotte Hornets.

## Statistiche

### College
| Anno      | Squadra            | PG | PT | MP   | TC%  | 3P%  | TL%  | RP  | AP  | PRP | SP  | PP   |
| --------- | ------------------ | -- | -- | ---- | ---- | ---- | ---- | --- | --- | --- | --- | ---- |
| 2021-2022 | Colorado Buffaloes | 32 | 1  | 21,3 | 37,7 | 25,4 | 77,0 | 2,5 | 2,7 | 0,8 | 0,1 | 7,4  |
| 2022-2023 | Colorado Buffaloes | 29 | 28 | 31,8 | 39,6 | 27,6 | 81,7 | 4,3 | 3,8 | 1,5 | 0,2 | 15,9 |
| 2023-2024 | Colorado Buffaloes | 37 | 37 | 35,1 | 47,5 | 43,4 | 87,6 | 5,8 | 4,9 | 1,6 | 0,1 | 19,7 |
| Carriera  | Carriera           | 98 | 66 | 29,6 | 42,9 | 34,7 | 83,4 | 4,3 | 3,9 | 1,3 | 0,1 | 14,6 |

### NBA

#### Regular Season
| Anno      | Squadra           | PG | PT | MP   | TC%  | 3P%  | TL%  | RP  | AP  | PRP | SP  | PP  |
| --------- | ----------------- | -- | -- | ---- | ---- | ---- | ---- | --- | --- | --- | --- | --- |
| 2024-2025 | Charlotte Hornets | 36 | 15 | 23,4 | 34,6 | 25,4 | 82,0 | 3,0 | 3,1 | 0,9 | 0,2 | 7,8 |
| Carriera  | Carriera          | 36 | 15 | 23,4 | 34,6 | 25,4 | 82,0 | 3,0 | 3,1 | 0,9 | 0,2 | 7,8 |

### G League
| Anno      | Squadra       | PG | PT | MP   | TC%  | 3P%  | TL%  | RP  | AP  | PRP | SP  | PP   |
| --------- | ------------- | -- | -- | ---- | ---- | ---- | ---- | --- | --- | --- | --- | ---- |
| 2024-2025 | Greens. Swarm | 24 | 24 | 35,5 | 45,0 | 37,4 | 79,5 | 5,5 | 4,3 | 1,5 | 0,4 | 19,6 |
| Carriera  | Carriera      | 24 | 24 | 35,5 | 45,0 | 37,4 | 79,5 | 5,5 | 4,3 | 1,5 | 0,4 | 19,6 |

## Collegamenti
- (EN) KJ Simpson (NBA), su Basketball-reference.com, Sports Reference LLC.
- (EN) KJ Simpson (NBDL), su Basketball-reference.com, Sports Reference LLC.
- (EN) KJ Simpson, su nba.com, NBA.
- (EN) KJ Simpson, su eurobasket.com, Eurobasket Inc.
- (EN) KJ Simpson (NCAA), su Sports-reference.com, Sports Reference LLC.
- (EN) KJ Simpson, su realgm.com, RealGM LLC.
- (EN) KJ Simpson, su espn.com, ESPN Internet Ventures.
- (EN) Matthew Maurer, KJ Simpson (draft NBA), su thedraftreview.com.